# Rhizopulvinaria turkmenica
Rhizopulvinaria turkmenica är en insektsart som beskrevs av Borchsenius 1952. Rhizopulvinaria turkmenica ingår i släktet Rhizopulvinaria och familjen skålsköldlöss.
Artens utbredningsområde är Turkmenistan. Inga underarter finns listade i Catalogue of Life.